# Fissidens cyprius
Fissidens cyprius là một loài Rêu trong họ Fissidentaceae. Loài này được Jur. mô tả khoa học đầu tiên năm 1865.